# Mycena stylobates
Mycena stylobates é uma espécie de cogumelo da família Mycenaceae. Pode ser encontrado na Europa e na América do Norte.